# Miguel Castaño

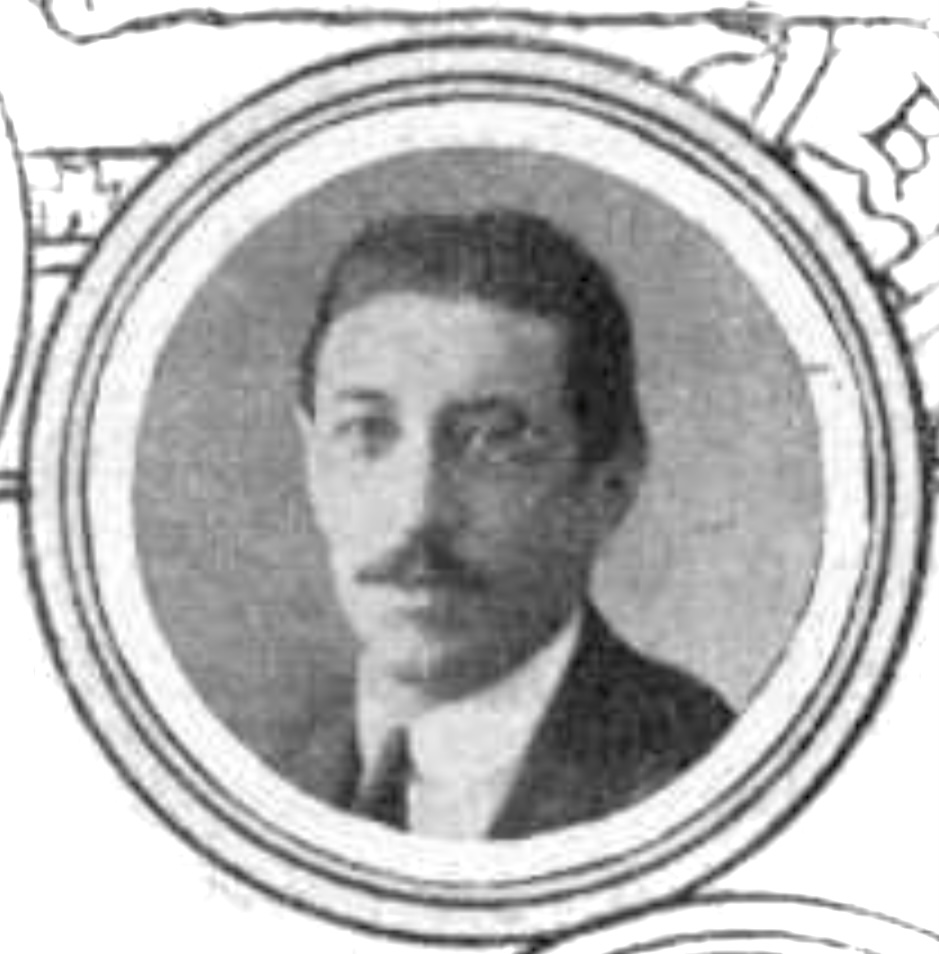
Miguel Castaño Quińones, 1920

Miguel Castaño Quiñones (* 5. Februar 1883, in León; † 21. November 1936, in Puente Castro, León) war ein Journalist und spanischer sozialistischer Politiker, der während der Zweiten Republik Bürgermeister von León war und wenige Monate nach Beginn des Bürgerkriegs von der Franco-Armee erschossen wurde.

## Biografie

### Familie und Ausbildung
Sohn von Miguel Segundo Fernández de Abajo und Rosa Castaño Quiñones. Rosa starb am 24. Mai 1883 und hinterließ ihren leiblichen Sohn als Waise, der von seinem Vater nie offiziell anerkannt wurde, weshalb er die beiden Nachnamen seiner Mutter trägt, obwohl er bis zu seinem sechsten Lebensjahr im Haus seiner Großeltern väterlicherseits lebte. Sie gaben ihn am 16. September 1889 in das Hospiz von León, offenbar weil seine Pflegerin und Großmutter väterlicherseits, Rita de Abajo del Río, krank geworden war und 8 Monate später (14. Mai 1890) starb. Die Großmutter mütterlicherseits, María (del Pilar) Castaño Quiñones, nahm ihren verwaisten Enkel zu sich, obwohl sie in Armut lebte.
Der kleine Miguel war nur bis September 1892 bei seiner Großmutter María. An diesem Tag wurde er zu ihrem großen Bedauern, da sie sich aufgrund ihrer Armut nicht um ihn kümmern konnte, erneut in das Hospiz aufgenommen (6. September 1892). In dieser karitativen Einrichtung blieb er bis zu seinem 19. Lebensjahr. Er besuchte das Gymnasium und erlernte den Beruf eines Typografen. Außerdem bekam er Unterricht im Saxophonspiel und spielte in einer Kapelle.
Am 31. März 1902, nach dem Tod seines Großvaters väterlicherseits, beantragte er die Entlassung aus dem Hospiz mit der Begründung, er habe Arbeit und Existenzmittel, da er als Typograf in der Druckerei der Zeitung  La Democracia von Francisco Sanz arbeitete. Später leitete und besaß Castaño diese Zeitung.
Im Alter von 27 Jahren heiratete er an seinem Geburtstag (5. Februar 1910) María Provecho Marcos in León und sie bekamen sechs Kinder: Mariano, Miguel, Maruja, Aristes, Rosa und Marisa.

### Politisches Engagement

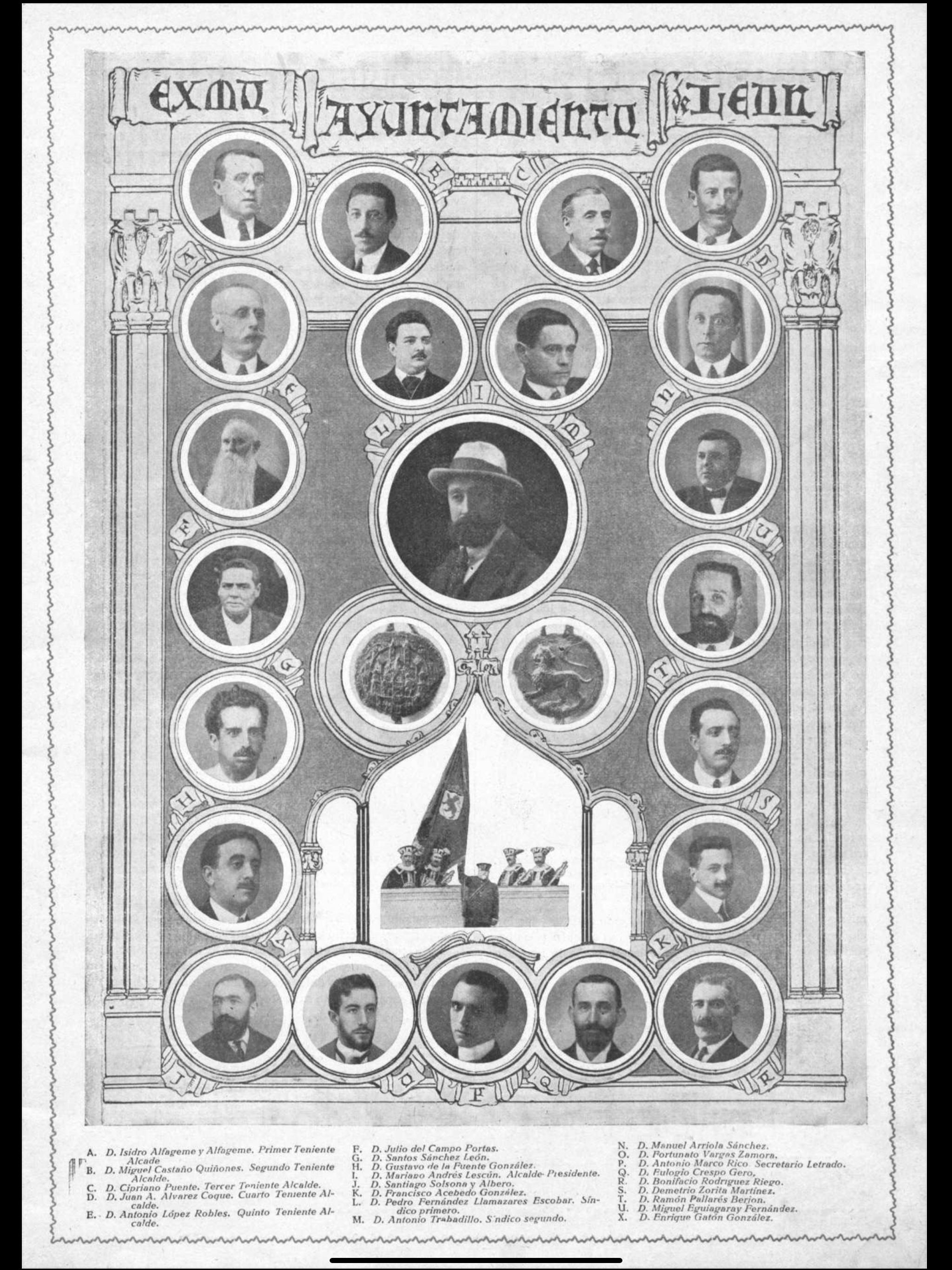
Gemeinderat von León mit Miguel Castaño Quiñones oben 2. von links, 1920

Er trat der PSOE sehr jung bei. 1912 wurde er zum Stadtrat der Stadt León gewählt und begann sein Amt am 1. Januar 1913. 1917 wird er Direktor und Eigentümer der Zeitung La Democracia, Im Januar 1917 war er Delegierter der Bergwerke von León beim Bergarbeiterkongress in Madrid, auf dem die Gewerkschaft der Bergleute in der UGT neu organisiert wurde. Anlässlich der revolutionären Streiks im August desselben Jahres wurde er inhaftiert. Er war Kandidat für den Provinzdeputierten von Santa Lucía (León) im Jahr 1917 und Kandidat der PSOE bei den allgemeinen Wahlen von 1918 und 1919 für den Bezirk La Vecilla (León), ohne gewählt zu werden. Als Unternehmer und Sozialist vertrat er eine reformorientierte PSOE.
Bei den Kommunalwahlen vom 12. April 1931 in León war er der am meisten gewählte Kandidat der republikanisch-sozialistischen Kandidatur. Auch in León wurde das Wahlergebnis als Abwahl der Monarchie gesehen: es gab 8 Gemeinderäte für die Anhänger der Monarchie, 18 für die Republik. Miguel Castaño wurde am 17. April vom Gemeinderat zum Bürgermeister gewählt. Bei der konstituierenden Sitzung des Stadtrates sagte er:
„Der Bürgermeister wendet sich an die Stadträte und erinnert an die Abberufung des Stadtrates im Jahre 1923 sowie an die Konstituierung des provisorischen Stadtrates am 14. April 1931 und fügt hinzu, dass die Mission dieser städtischen Körperschaft in der Zusammenarbeit aller seiner Mitglieder bestehe, dass die Mehrheit im Geist der Gerechtigkeit und der Eintracht ohne politische und persönliche Leidenschaften handele. Aus diesem Grund weise er auf nichts anderes hin, als dass alles sachlich beurteilt werden müsse. Er sagt auch, dass er stolz darauf sei, dass alle durch den Volkswillens ihre Sitze erhielten und er seine Ernennung zum Bürgermeister den Stimmen seiner Freunde verdanke. Er endet mit einem Gruß an die Mitbürger in León und an die Presse und sagt: Es lebe die Republik!“
Diese Position bekleidete er bis zur Rebellion des Militärs von 1936, außer in der Zeit zwischen 1934 und 1936, als die CEDA-Regierung ohne Wahlen eine eigene Stadtregierung eingesetzt hatte wegen der revolutionären Ereignisse vom Oktober 1934, an denen Miguel Castaño nicht beteiligt war.
Er war auch Kongress-Abgeordneter von León in der die Republik konstituierenden Legislaturperiode (1931–1933). Er wurde bei den Wahlen vom 28. Juni 1931 mit 46.972 Stimmen gewählt.
Nach dem Sieg der Volksfront bei den Wahlen im Februar 1936 wurde er von der Regierung wieder als Bürgermeister eingesetzt.

### Putsch, Gefangenschaft und Hinrichtung

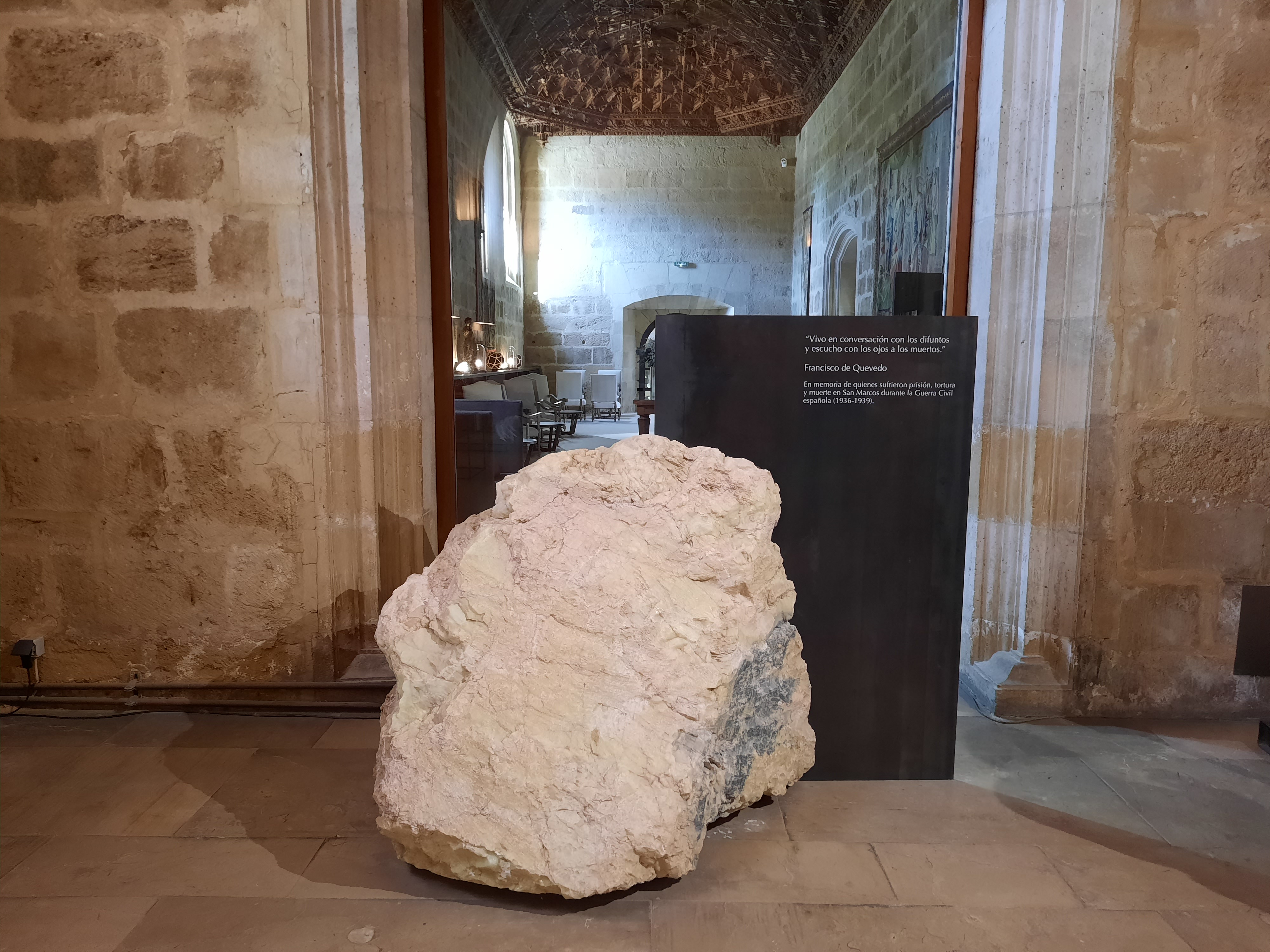
Gedenkort für die Häftlinge im ehemaligen KZ San Marcos, León

Nachdem jedoch die Garnison von León unter Oberst Vicente Lafuente Baleztena am 20. Juli 1936 der gewählten Regierung den Gehorsam verweigerte und sich den Rebellen angeschlossen hatte, wurde Castaño unter Hausarrest gestellt und auf Befehl von Lafuente am 17. August 1936 in seiner Wohnung festgenommen. Bis zum Prozess wurde er im Konzentrationslager „San Marcos“ zusammen mit anderen politischen Gefangenen gefangen gehalten. Als die Vernehmungen der Gefangenen abgeschlossen waren, stellte die übergeordnete Behörde in La Coruña fest, dass es nicht genügend Beweise gäbe, für die sie eine vorläufige Entlassung aufsetzte, die nur zehn Angeklagte übrig ließ und Castaño entlastete. Eine schnelle Manipulation neuer und sehr zweifelhafter Zeugenaussagen veränderte die Zahl derer, die wegen des Verbrechens des Hochverrats gegenüber der aufständischen Armee des Generals Franco vor Gericht gestellt werden sollten, erneut und stieg schließlich mit Castaño auf sechzehn an. Der Zivilgouverneur Emilio Francés, der Präsident des Provinzrates Ramiro Armesto und zwölf andere Gefangene wurden mit ihm am 5. November von einem militärischen Standgericht unter dem Vorsitz von Manuel Carmona García, Oberst im Ruhestand, in einem „summarischen“ Verfahren zum Tode verurteilt und am 21. November 1936 auf dem Schießplatz von Puente Castro bei León erschossen. Die Todesschützen gehörten zum 31. Infanterieregiment (Burgos) und wurden von Fähnrich Tristán Falcó y Álvarez de Toledo, Grande de España, kommandiert. Von wichtigen Mitgliedern der wirtschaftlichen Elite der Stadt war noch ein Gnadengesuch eingereicht worden, das aber nicht nur verworfen wurde, sondern die Einreichenden wurden auch mit hohen Geldstrafen von 40.000 bis 5.000 Peseten belegt. Die Putschisten verfuhren gezielt nach der Vorgabe, keine Gnade walten zu lassen, und handelten mit Absicht gewalttätig, um abzuschrecken und Gehorsam und Unterordnung zu erzwingen.
Dazu gehörte auch, dass am  17. März 1937 gegen den ermordeten Miguel Castaño ein Verfahren vor der Comisión provincial de incautación de bienes de León zur Einziehung seines Besitzes eröffnet wurde. Paul Preston analysiert: „Die von dem aufständischen Militär orchestrierte Repression war eine sorgfältig geplante Operation, um, in den Worten des Putschleiters, General Emilio Mola, «alle, die nicht wie wir denken, ohne Skrupel oder Zögern zu beseitigen».“

### Enteignung der ZeitungLa Democracia
Alle Zeitungen mit demokratischer Tendenz wurden sofort verboten und bei einigen von ihnen sogar wie im Fall von La Democracia alle Ausgaben in der Druckerei verbrannt. Ihr Eigentümer und Herausgeber, der Sozialist Miguel Castaño, wurde festgenommen, verurteilt, ermordet und enteignet.
Das Eigentumsrecht, Grundrecht der bürgerlichen Gesellschaft, wurde außer Kraft gesetzt. Aus  der Zeitung La Democracia wurde PROA (Rammsporn) der Falange. Eine Entschädigung für den Raub wurde mit der Demokratisierung Spaniens nicht gezahlt.

### Nachleben
1979 legte der erste demokratisch gewählte Bürgermeister, der Sozialist Gregorio Pérez de Lera als eine der ersten offiziellen Amtshandlungen Blumen am Grab von Miguel Castaño nieder.
Der Gemeinderat benannte im Januar 1980 die alte Allee nach Puente Castro zum Ort der Hinrichtung Castaños in Allee Bürgermeister Miguel Castaño um.